# Ai He
L'Ai He (瑷河) est un des principaux affluents chinois du Yalou dans le Liaoning. Il prend sa source dans les montagnes du xian mandchou de Kuandian, traverse les bourgs de Guanshui, Shicheng et Dabao (ces deux derniers se trouvent sous la juridiction de la ville-district de Fengcheng), puis forme la limite entre le xian de Kuandian  et le district de Zhen'an jusqu'à sa confluence avec le Yalou. Dans ses derniers kilomètres, la rivière se sépare en deux branches à peu près parallèles, la branche orientale aboutissant rapidement au Yalou au pied de la grande muraille de Hushan tandis que la branche occidentale ne le rejoint qu'aux portes de Dandong. Au total, la rivière parcourt 182 km et draine un bassin de 6037 km²[réf. nécessaire]. En raison du climat prévalant dans le Liaoning, elle gèle en  hiver et a ses hautes eaux en juillet et en aout. Le débit annuel moyen est de 97 m³/s. Elle compte depuis peu neuf centrales hydroélectriques avec une puissance installée de 9,37 MW et une production annuelle de 34,71 GWh.
Ses principaux affluents sont le Niumaosheng à Guanshi, le Badao à Dabao et le Caohe près de Fengcheng.

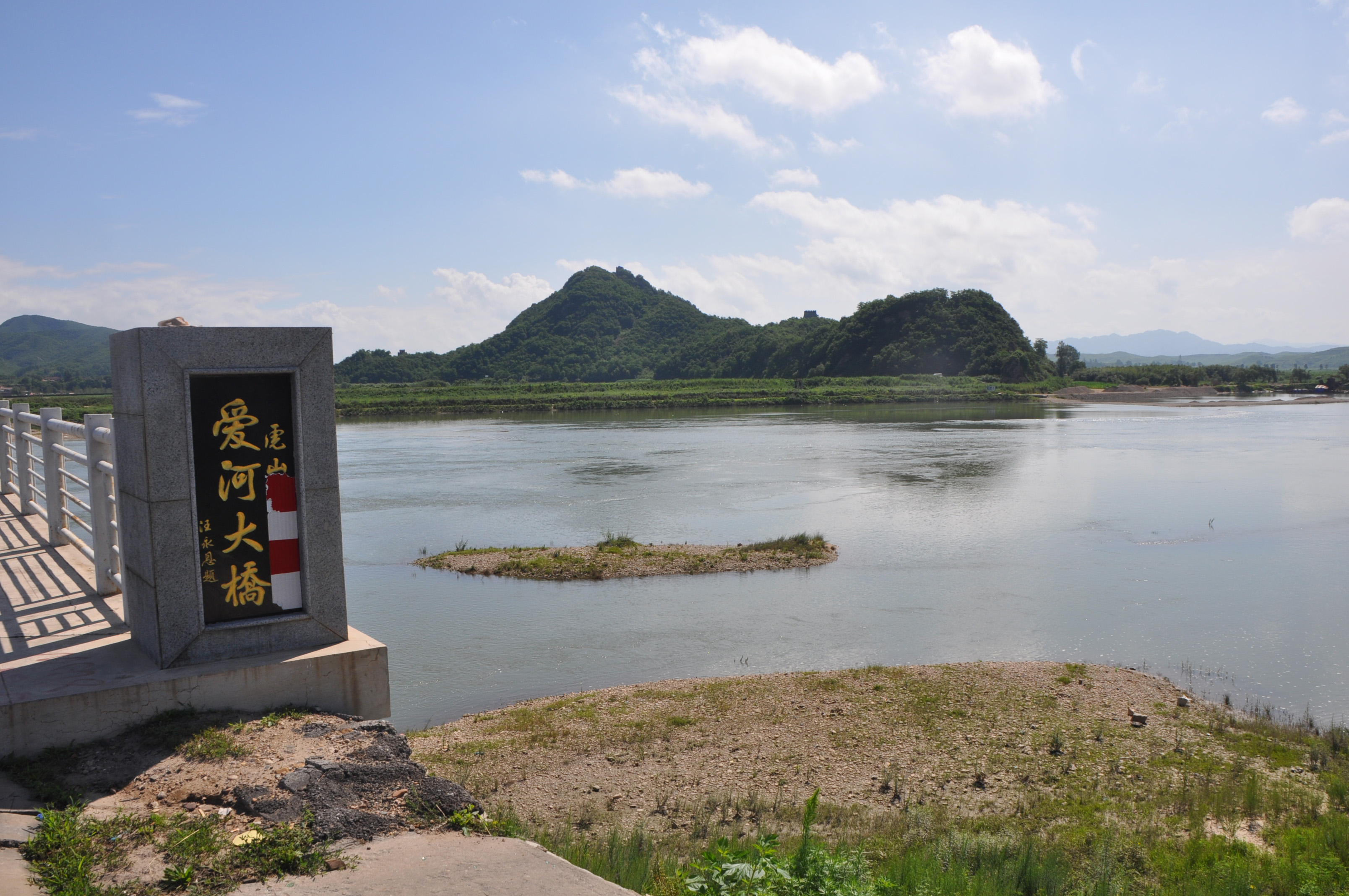
L'Ai He (branche est) en juillet devant le mont Hushan